# Гімнопус лісолюбивий
Гімнопус лісолюбивий, колібія лісолюбна, опеньок весняний (Gymnopus dryophilus, раніше Collybia dryophilia) — гриб роду гімнопус (Gymnopus), раніше належав до роду колібія (Collybia).

## Будова
Колір шапинки досить мінливий: жовто-бурий, коричнево-червоний, навіть рудий, блідо-охряний, коли висихає, то стає біла. У молодих грибів шапинка дещо темніша, гладенька. Зрілі гриби мають шапинку діаметром до 6 см, вона розпростерта, здається плоскою, зверху ніби трошки вдавлена, а в молодих випукла, нагадує півкулю. Шапинка знизу має густі пластинки білого, жовтого, лимонно–жовтого кольорів. Ніжка у цього гриба заввишки до 7 см, а завширшки до 0,7 см. Якщо розрізати ніжку уздовж, то можна пересвідчитись, що вона порожниста, м'якуш білий, водянистий, тонка з досить неприємним кислуватим запахом. Більшість досвідчених грибників стверджують, що вона приємна на смак.

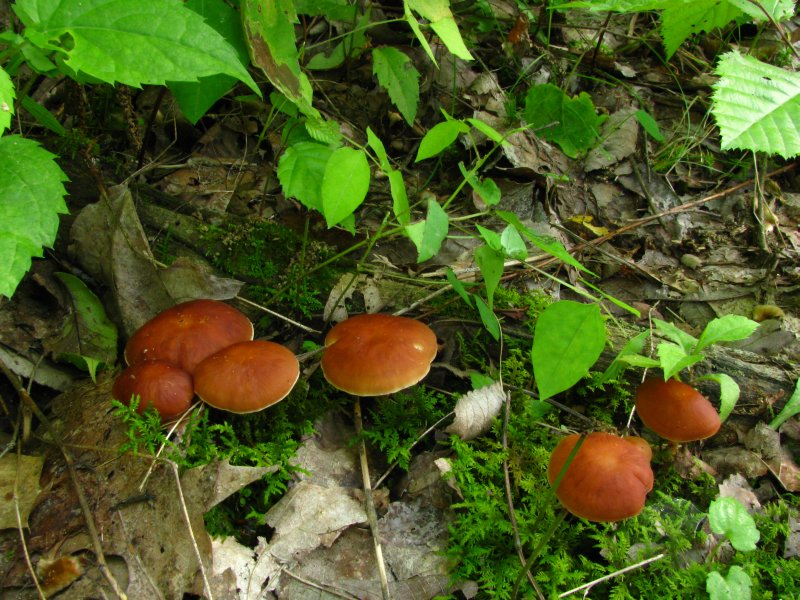

### Схожість
Потрібно зазначити, що гімнопус лісолюбивий дуже зовнішньо схожий на опенька лугового, проте має значно густіші пластинки, зазвичай за межами лісу не зустрічається і подібності з отруйними грибами не має.

## Поширення та середовище існування
Гімнопус лісолюбивий має високу щільність плодових тіл у соснових лісах лишайникових, соснових лісах чорницевих, соснових лісах вересових, дещо рідше, але трапляється він у букових лісах, дубових лісах з дуба скельного, грабово-дубових лісах.

## Практичне використання
Гімнопус лісолюбивий — їстівний шапковий гриб, який вживають в основному у свіжому вигляді. У деяких джерелах описується як отруйний гриб в сирому вигляді та радять його уникати. Схожий на гриб Collybia peronata.